# وادي الشودح (بدبدة)

تعديل مصدري - تعديل

وادي الشودح هي إحدى قرى عزلة اهل علي بمديرية بدبدة التابعة لمحافظة مأرب، بلغ تعداد سكانها 151 نسمة حسب تعداد اليمن لعام 2004.